# SkyEurope Airlines
SkyEurope Airlines, a.s. (kod linii IATA: NE/5P, kod linii ICAO: ESK) – nieistniejąca słowacka tania linia lotnicza z siedzibą w Bratysławie. Założyli ją w listopadzie 2001 Christian Mandl i Alain Skowronek, a pierwszy lot nastąpił 13 lutego 2002 roku. Główna baza linii znajdowała się na lotnisku im. M. R. Stefanika (BTS) w Bratysławie; pozostałe – w Pradze, Wiedniu, oraz Budapeszcie. 1 września 2009 linie lotnicze zbankrutowały nie przynosząc nigdy zysku.
SkyEurope Airlines przewoziło pasażerów na 44 trasach do 30 portów docelowych w 17 krajach. Do jesieni 2007 linia posiadała bazę w krakowskim lotnisku w Balicach. Flota składała się z 14 nowych samolotów Boeing 737-700NG i była najmłodszą flotą samolotów wśród komercyjnych linii na terenie Europy.
30 czerwca 2008 linia lotnicza zakończyła działalność na terytorium Polski. Ostatnie loty odbyły się 6 kwietnia 2008 roku.
Linie lotnicze rozpoczęły procedurę upadłościową z dniem 31 sierpnia 2009 roku, a wszystkie loty zostały zawieszone od dnia 1 września.
Akcje spółki zostały wykluczone z obrotu na GPW w Warszawie z dniem 16 kwietnia 2010.

## Porty docelowe
- Austria
  - Wiedeń (VIE)

- Belgia
  - Bruksela-National (BRU)

- Bułgaria
  - Burgas (BOJ)
  - Sofia (SOF)
  - Warna (VAR)

- Chorwacja
  - Dubrownik (DBV)
  - Split (SPU)
  - Zadar (ZAD)

- Cypr
  - Larnaka (LCA)

- Czechy
  - Praga (PRG)

- Dania
  - Kopenhaga-Terminal 2 (CPH)

- Francja
  - Nicea-Terminal 1 (NCE)
  - Paryż-Orly Sud (ORY)

- Grecja
  - Ateny (ATH)
  - Saloniki (SKG)

- Hiszpania
  - Alicante (ALC)
  - Barcelona-Terminal A (BCN)
  - Malaga (AGP)

- Holandia
  - Amsterdam-Schiphol (AMS)

- Irlandia
  - Dublin-Terminal 1 (DUB)

- Portugalia
  - Lizbona (LIS)

- Polska
  - Kraków (KRK)
  - Warszawa (WAW)

- Rumunia
  - Bukareszt-Baneasa (BBU)

- Słowacja
  - Bratysława (BTS)
  - Koszyce (KSC)
  - Poprad (TAT)

- Turcja
  - Stambuł (SAW)

- Wielka Brytania
  - Londyn-Luton (LTN)
  - Manchester-Terminal 1 (MAN)

- Włochy
  - Bari (BRI)
  - Katania (CTA)
  - Mediolan-Bergamo (BGY)
  - Neapol (NAP)
  - Olbia (OLB)
  - Palermo (PMO)
  - Rimini (RMI)
  - Rzym-Fiumicino (FCO)min
  - Triest (TRS)
  - Wenecja-Treviso (TSF)

## Flota
- 14 boeingów 737-700 (10 zamówionych)[6]